# Hoola Bandoola

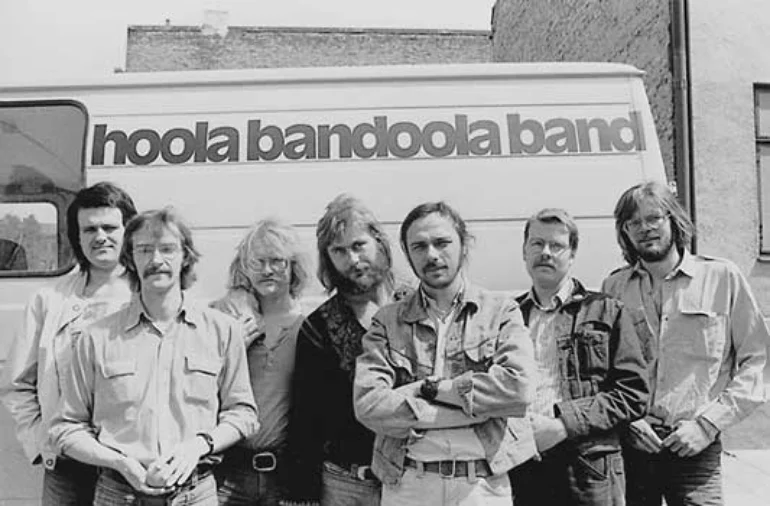
Группа "Hoola Bandoola"

Hoola Bandoola Band — шведская прогг-группа 1970-х годов, склоняющаяся к левым политическим взглядам. Ведущими участниками были Микаэль Вье и Бьорн Афцелиус. Группа Hoola Bandoola также упоминается в книге Линн Трасс "Going Loco", опубликованной в 1999 году.

## История
Группа Hoola Bandoola Band, наряду с Nationalteatern, была крупнейшей группой шведского прогг-движения. В то время как Nationalteatern применял социально реалистичные тексты к рок-мелодиям, Hoola Bandoola имела более политически окрашенные тексты и еще больше отличалась от традиционного рока.
Группа была сформирована в 1970 году. В 1971 году у них был первый радио-хит, и с ними сразу же связались две звукозаписывающие компании, одна коммерческая и альтернативная MNW . В политическом климате 1970-х выбор компании имел решающее значение, и, выбрав альтернативную компанию, Hoola Bandoola стала самой известной альтернативной группой в Швеции.
Их дебют в 1971 году, "Garanterat individuell" ( Гарантированная индивидуальность ), был провозглашен началом новой эры шведской поп-музыки и был признан альбомом года. Этот первый альбом не был очень политическим, но на втором альбоме "Vem kan man lita på?" ( Кому можно доверять ?), выпущенном в следующем году, социалистический посыл был гораздо более выраженным. В него вошли такие хиты, как «Keops Pyramid».
С "På Väg" ( «В пути» ), записанной с оркестром балалаек, Hoola Bandoola стала одной из самых продаваемых групп в Швеции. В 1975 году они выпустили четвертый альбом "Fri" ( Бесплатная информация ), где социалистическое послание было более откровенным, чем когда-либо прежде. Для этого альбома Афзелиус написал половину песен (большинство песен для предыдущих альбомов написал Вие).
В 1975 году альтернативное движение собралось против теннисного матча между Швецией и Чили, находившейся в то время под военной диктатурой Пиночета . Для этого мероприятия Hoola Bandoola выпустила сингл "Stoppa matchen" (" Остановить матч" ). Это была их последняя студийная запись. В 1976 году группа распалась, и Вье и Афзелиус начали очень успешную карьеру певцов и авторов песен как вместе, так и по отдельности.
После 20-летнего отсутствия Hoola Bandoola воссоединились в 1996 году, отыграв на разогреве для Боба Дилана и отправившись в свой собственный тур по стране, отыграв более 50 концертов, в которых приняли участие более 200 000 человек. Записи этого тура были выпущены в 1999 году после смерти Бьорна Афцелиуса на альбоме "För dom som kommer sen" ( Для тех, кто придет позже ). Каждый год в годовщину смерти Афцелиуса вручается награда человеку, который «сделал работу в духе Бьорна Афцелиуса».
В августе 2011 года группа выступила на фестивале в Мальмё, продвигая свой новый двойной диск.

## Название группы
Название, скорее всего, навеяно вымышленным языком, на котором говорят муравьи в мультфильме про Дональда Дака «Дональд и муравьи».

## Дискография
- 1971: Hoola Bandolla Export
- 1971: Garanterat individuell
- 1972: Vem kan man lita på?
- 1973: På väg
- 1975: Stoppa matchen
- 1975: Fri information
- 1996: Country Pleasures

Коллекции
- 1996: Ingenting förändras av sig själv - 5 CD-боксов

- 1987: Hoola Bandoola Band (1971 - 1976)
- 2011: Hoola Bandoola Band (1971 - 2011)

Живые выступления
- 1999: ...För dom som kommer sen - live